# Jeff Devlin
Jeff Devlin is een voormalige Amerikaanse triatleet en duatleet. Hij is meervoudig Amerikaans kampioen triatlon, duatlon en werd tweemaal derde bij de Ironman Hawaï.
Devlin studeerde Informatica aan de Universiteit van Massachusetts. In het jaar 1986 studeerde hij af en deed ook zijn eerste triatlon. Twee jaar later werd hij voor het eerst Amerikaans kampioen duatlon en behaalde een paar top vijf plaatsen in elite wedstrijden. 
Vanaf 1989 besloot hij om professioneel triatleet te worden. Hij deed toen ook zijn eerste Ironman en behaalde gelijk een dertiende plaats. In 1991 werd hij derde tijdens de Ironman Hawaï. Drie jaar later wist hij deze klassering te evenaren.
Momenteel werkt hij als triatloncoach, is getrouwd en is vader van twee kinderen.

## Titels
- Amerikaans kampioen triatlon - 1995, 1996
- Amerikaans kampioen duatlon - 1988, 1991, 1992

## Belangrijke prestaties

### triatlon
- 1988: 24e Ironman Hawaï - 9:10.54
- 1989: 13e Ironman Hawaï - 8:43.57
- 1990: 10e Ironman Hawaï - 8:57.29
- 1991:  Ironman Hawaï - 8:27.55
- 1992: 13e WK olympische afstand in Huntsville - 1:50.50
- 1992: 8e Ironman Hawaï - 8:30.28
- 1993: 12e WK olympische afstand in Manchester - 1:55.31
- 1993: 9e Ironman Hawaï - 8:33.18
- 1994:  Ironman Hawaï - 8:31.56

### duatlon
- 1991:  WK korte afstand in Cathedral City